# 向欣谷瀑布
向欣谷瀑布位於南投縣竹山鎮，加走寮溪上游，安定隧道旁向欣谷下方，杉林溪青龍瀑布下游約400公尺處。瀑布標高約1480公尺至1390公尺，為連續跌宕的瀑布，總落差約90公尺。由安山路（大鞍林道三叉崙支線）於「益合龍鳳峽精緻農場」至「源豐製茶廠」之間的路段，可一覽青龍瀑布、向欣谷瀑布和安定彎瀑布三瀑同框的壯麗景色。

## 解
1. ↑  根據《臺灣通用電子地圖【NLSC】》、《臺灣通用正射影像【NLSC】》對照。